# Туга за сповіддю
«Туга за сповіддю» – науково-фантастичний роман у віршах сучасного українського поета і прозаїка Олекси Палійчука. Твір вміщений у поетичному авторському збірнику на філософську та н.-фантастичну тематику «Нас кличуть зорі» і є продовженням поеми «Він пішов у Всесвіт», теж опублікованої в названій книжці. Поціновувачі вважають роман «лебединою піснею» автора. В ньому органічно поєднуються морально-духовні та соціально-психологічні аспекти зображених позаземних цивілізацій залежно від еволюційного розвитку кожної. Аналітики відзначають пізнавально-виховне значення роману: подорожуючи Всесвітом, його головний герой пам’ятає свою Батьківщину і цілком природно, по-людському переживає часовий парадокс – втрату рідних та друзів. Так автор образно розглядає неминучу для землян проблему, що виникне у зв’язку з міжпланетними подорожами. Важливу гуманістичну роль у романі виконують картини позаземного життя, оскільки викликають у нашого героя роздуми над непростою історією рідної планети. Та, безперечно, увагу до роману посилює те, що ім’я Батьківщини головного героя Україна. Цією парадигмою автор промовисто стверджує незнищенність свого народу, тобто його майбутнє він бачить у подальшому розвитку і аж ніяк не у втраті своєї природної ідентичності. Про роман схвально відгукнулися філологи, в тому числі вчителі-словесники. Книжка вийшла друком 2019 року в ТОВ «Гамазин», м. Київ.